# 2023年山梨県知事選挙
2023年山梨県知事選挙（2023ねんやまなしけんちじせんきょ）は、2023年（令和5年）1月22日に執行された山梨県知事を選出するための選挙である。

## 概要
現職の長崎幸太郎の任期満了（期日：2023年2月16日）に伴い執行。
2月の愛知県知事選挙と併せてプレ統一地方選挙である。

## 主な争点
保守分裂選挙
前回の選挙では長崎が自由民主党の推薦を受け当選したが、今回の選挙では自由民主党の県議会議員である志村直毅が県議会最大会派である「自民党誠心会」の支持を受けていることから保守分裂選挙になることが確実になった。保守分裂状態になるのは2007年山梨県知事選挙以来となる。
4年間の長崎県政への評価
2019年に就任した長崎知事はこれまで中部横断自動車道の県負担減免や新型コロナウイルス対応などで評価を受ける一方、衆議院議員時代に山梨2区で議席を争った堀内詔子の夫が社長を務める富士急行と県有地訴訟およびジェットコースター問題で対立したことで保守分裂状態を招き、山梨県総合球技場構想の計画見直しや存続が決まっていた山梨県立八ヶ岳スケートセンターの廃止表明など就任前の計画・公約を転換することが相次いでいる。

## 選挙日程
- 告示日 - 2023年1月5日
- 投開票日 - 2023年1月22日

### 同日選挙
- 甲府市長選挙[7]
- 上野原市議会議員選挙
- 中央市議会議員選挙

## 立候補者
（立候補届け出順）
| 氏名                               | 年齢 | 党派   | 現元新 | 職業・肩書                                                     |
| ---------------------------------- | ---- | ------ | ------ | -------------------------------------------------------------- |
| 長崎幸太郎 （ながさき こうたろう） | 54   | 無所属 | 現     | 山梨県知事（現職） 元衆議院議員 元財務省主計官補佐             |
| 倉嶋清次 （くらしま せいじ）       | 74   | 無所属 | 新     | 元笛吹市長 元農林水産省情報化対策室長 市民連合やまなし共同代表 |
| 志村直毅 （しむら なおき）         | 53   | 無所属 | 新     | 元山梨県議会議員 元笛吹市議会議員 農家                         |

### 立候補が取り沙汰された人物
- 中島克仁 - 衆議院議員（比例南関東ブロック選出）
  - 立憲民主党山梨県連内で擁立が取り沙汰されたが[8]、自主投票を決定したため擁立見送りとなった[9]。その後自由民主党を離党した志村の要請を受け[10]、志村支持を表明している[11]。

## タイムライン
2022年
- 9月21日 - 現職の長崎が県議会本会議で再選を目指し立候補を表明[12]。
- 11月2日 - 山梨県選挙管理委員会は告示日2023年1月5日、投票日を22日とした[13]。
- 11月9日 - 志村が立候補を表明[14]。
- 11月15日 - 倉嶋が立候補を表明[15]。
- 12月6日 - 自由民主党が長崎の推薦を決定[16]。
- 12月17日 - 志村が自由民主党を離党[17]。
- 12月28日 - 志村が山梨県議会に辞職願を提出し受理（辞職は同月31日付）[18]。

## 政党の対応
自由民主党
県議会会派「自民党誠心会」は長崎知事の富士急行に関する県有地問題などの姿勢を考慮し志村を擁立した。
山梨県連は11月12日、保守分裂が確実な状況を踏まえ、推薦の取り扱いについて協議を開始した。11月19日に県議団と国会議員の合同会議を開催し、県連としての決定を行うとしていた。自民党に籍を置く候補予定者は長崎と志村の2人がいたが、12月6日に長崎の推薦を決定した。
公明党
公明党はは12月15日に長崎の支持を決定した。
立憲民主党
立憲民主党は11月18日、出馬を表明した長崎幸太郎知事に対し意見書を提出し、反応を踏まえ対応を決定するとしている。その後、第49回衆議院議員総選挙・第26回参議院議員通常選挙での敗北を踏まえ候補者擁立見送りを決定。自民党籍を保持したまま立候補予定の長崎・志村について支援せず、倉嶋に対しても推薦を見送った。但し、志村についてはその後自民党を離党したことから、先述の通り中島が個人的に支持を表明している。
日本共産党
日本共産党は48年ぶりに知事選への独自候補擁立を見送り、12月5日に倉嶋の支持を決定した。
れいわ新選組
れいわ新選組は12月23日に倉嶋の支持を決定した。
社会民主党
社会民主党は12月15日までに倉嶋の支持を決定した。
日本維新の会および国民民主党は態度を表明していない。

## 選挙結果
投開票の結果、現職の長崎が再選を果たした。
※当日有権者数：679,320人 最終投票率：52.29%（前回比：-5.64pts）
| 候補者名   | 年齢 | 所属党派 | 新旧別 | 得票数    | 得票率 | 推薦・支持                                   |
| ---------- | ---- | -------- | ------ | --------- | ------ | -------------------------------------------- |
| 長崎幸太郎 | 54   | 無所属   | 現     | 215,517票 | 61.33% | （推薦）自由民主党・公明党                   |
| 志村直毅   | 53   | 無所属   | 新     | 106,783票 | 30.38% |                                              |
| 倉嶋清次   | 74   | 無所属   | 新     | 29,195票  | 8.31%  | （支持）日本共産党・社会民主党・れいわ新選組 |

| 市町村       | 長崎幸太郎 | 長崎幸太郎 | 志村直毅 | 志村直毅 | 倉嶋清次 | 倉嶋清次 |
| 市町村       | 得票       | %          | 得票     | %        | 得票     | %        |
| ------------ | ---------- | ---------- | -------- | -------- | -------- | -------- |
| 合計         | 215,517    | 61.33%     | 106,783  | 30.38%   | 29,195   | 8.31%    |
| 甲府市       | 39,758     | 56.59%     | 23,633   | 33.64%   | 6,865    | 9.77%    |
| 富士吉田市   | 12,957     | 60.80%     | 7,433    | 34.88%   | 920      | 4.32%    |
| 都留市       | 9,056      | 69.39%     | 3,215    | 24.64%   | 779      | 5.97%    |
| 山梨市       | 9,878      | 62.50%     | 4,594    | 29.07%   | 1,333    | 8.43%    |
| 大月市       | 8,901      | 74.60%     | 2,247    | 18.83%   | 784      | 6.57%    |
| 韮崎市       | 7,505      | 60.54%     | 3,915    | 31.58%   | 977      | 7.88%    |
| 南アルプス市 | 18,495     | 64.45%     | 7,657    | 26.68%   | 2,545    | 8.87%    |
| 北杜市       | 12,869     | 57.97%     | 5,635    | 25.38%   | 3,695    | 16.64%   |
| 甲斐市       | 16,647     | 59.57%     | 8,883    | 31.79%   | 2,415    | 8.64%    |
| 笛吹市       | 14,251     | 48.99%     | 12,507   | 43.00%   | 2,330    | 8.01%    |
| 上野原市     | 9,376      | 71.51%     | 2,949    | 22.49%   | 787      | 6.00%    |
| 甲州市       | 9,152      | 62.38%     | 4,402    | 30.00%   | 1,117    | 7.61%    |
| 中央市       | 9,356      | 63.84%     | 4,260    | 29.07%   | 1,039    | 7.09%    |
| 市川三郷町   | 5,054      | 67.77%     | 1,796    | 24.08%   | 608      | 8.15%    |
| 早川町       | 388        | 66.10%     | 176      | 29.98%   | 23       | 3.92%    |
| 身延町       | 4,261      | 73.68%     | 1,164    | 20.13%   | 358      | 6.19%    |
| 南部町       | 3,051      | 73.57%     | 904      | 21.80%   | 192      | 4.63%    |
| 富士川町     | 4,327      | 63.99%     | 1,893    | 27.99%   | 542      | 8.02%    |
| 昭和町       | 4,535      | 59.81%     | 2,450    | 32.31%   | 597      | 7.87%    |
| 道志村       | 652        | 65.53%     | 281      | 28.24%   | 62       | 6.23%    |
| 西桂町       | 1,507      | 71.66%     | 515      | 24.49%   | 81       | 3.85%    |
| 忍野村       | 2,344      | 58.72%     | 1,452    | 36.37%   | 196      | 4.91%    |
| 山中湖村     | 1,727      | 61.94%     | 905      | 32.46%   | 156      | 5.60%    |
| 鳴沢村       | 978        | 62.89%     | 500      | 32.15%   | 77       | 4.95%    |
| 富士河口湖町 | 7,820      | 66.48%     | 3,258    | 27.70%   | 685      | 5.82%    |
| 小菅村       | 372        | 75.46%     | 100      | 20.28%   | 21       | 4.26%    |
| 丹波山村     | 300        | 81.08%     | 59       | 15.95%   | 11       | 2.97%    |